# Casimir Meurant
Pour les articles homonymes, voir Meurant.
Casimir Meurant, né le 27 janvier 1747 à Valenciennes et mort à une date inconnue, est un sculpteur d'ornements français.

## Biographie
Baptisé à St-Nicolas le lendemain de sa naissance, Casimir Meurant est le fils de Jean-Philippe, un employé aux magasins, et d'Anne-Claire Descamps. Il est apprenti sous Jean-Baptiste Leclercq en 1757-1758. Casimir Meurant est élève de François Bretel et collaborateur de Danezan. Il a sculpté les autels du chœur dans la chapelle de l'ancien collège des jésuites.